# Ignacio Sánchez Amor
José Ignacio Sánchez Amor, dit Nacho Sánchez Amor né le 15 mai 1960, est un homme politique espagnol membre du Parti socialiste ouvrier espagnol (PSOE).
Il est élu député de la circonscription de Badajoz lors des élections générales de novembre 2011.

## Biographie

### Vie privée
Il est père de trois enfants.

### Formation et profession
José Ignacio Sánchez Amor est titulaire d'une licence en droit de l'université complutense de Madrid et spécialisé en droit constitutionnel. Il est avocat au sein du bureau de l'avocat général de la communauté autonome d'Estrémadure.

### Activités politiques
Il officie comme conseiller technique au sein du cabinet du ministre de la Justice Enrique Múgica en 1989. Il occupe ensuite diverses responsabilités au sein de la Junte d'Estrémadure jusqu'en 2004. Cette année-là, Juan Carlos Rodríguez Ibarra le nomme vice-président de son gouvernement. Il quitte ses fonctions en 2007 lorsqu'il est élu député à l'Assemblée d'Estrémadure et devient porte-parole du groupe socialiste durant l'ensemble de la VIIe législature. Il est en outre secrétaire général de la section socialiste de Mérida entre 2001 et 2011.
Il est élu député de la circonscription de Badajoz au Congrès des députés en 2011 et réélu en 2015 et 2016. Il est nommé secrétaire d'État à la Politique territoriale en juin 2018 par la ministre Meritxell Batet. Il quitte ses fonctions un an plus tard afin de concourir aux élections européennes au cours desquelles il est élu député européen.